# Droga ekspresowa 41 (Izrael)
Droga ekspresowa 41 (hebr.: כביש 41) – droga ekspresowa łącząca miasto Aszdod na zachodzie z miastem Gedera na wschodzie.